# Venom (comics)
Pour les articles homonymes, voir Venom.
Venom est un anti-héros évoluant dans l'univers Marvel de la maison d'édition Marvel Comics. Créé par le scénariste David Michelinie et le dessinateur Todd McFarlane, le personnage de fiction apparaît pour la première fois dans le comic book The Amazing Spider-Man #252 en mai 1984.
Apparaissant généralement en association avec le personnage de Spider-Man, le personnage est un symbiote extraterrestre sensible avec une forme amorphe semblable à un liquide, qui survit en se liant avec un hôte, généralement humain.
Venom apparaît à l'origine comme un costume extraterrestre dénommé « The Alien Costume » (le « Symbiote » en VF) dans The Amazing Spider-Man #252, puis apparaît dans Secret Wars #8 en décembre 1984. Il fait ensuite une première apparition complète en tant que Venom dans The Amazing Spider-Man #300 en mai 1988 sous l'identité d’Eddie Brock. Enfin, il apparaît dans Marvel Knights: Spider-Man #7, dans l'histoire « Venomous, Part. 3 » en décembre 2004 sous l'identité d’Angelo Fortunato.
Venom reste l'un des personnages les plus populaires de la saga Spider-Man, tant par sa nature maléfique d'antagoniste du Tisseur que par son côté très controversé (du moins sous son apparence d'Eddie Brock). Il a atteint une popularité telle qu'il forme avec le Bouffon vert et le Docteur Octopus la triade des pires ennemis de Spider-Man.

## Historique de la publication
En complément de ses apparitions dans les séries consacrées à Spider-Man, le personnage de Venom a été la vedette de nombreuses mini-séries dans les années 1990, scénarisées pour la majorité par Larry Hama, mais aussi par Carl Potts, David Michelinie, Howard Mackie, Bruce Jones, Len Kaminski, Dan Slott, Ann Nocenti, etc.
En 2003, le symbiote est le personnage principal d'une série nommée Chair de poule, dessinée par Francisco Herrera et écrite par Daniel Way sous le label Tsunami. On retrouve, dans cette série, le symbiote venu d'une autre planète se retrouvant au Nord du cercle polaire, à plusieurs kilomètres de la moindre civilisation. Cherchant à rejoindre les grandes villes afin de semer le chaos, il tente de trouver un hôte parmi plusieurs groupes de scientifiques en expédition (parmi lesquels il fait beaucoup de victimes). Cette série, très sombre, est un hommage à The Thing, le film d'horreur de John Carpenter. Le symbiote réussit finalement à quitter le cercle polaire et fusionne avec Wolverine dans un bar au Canada. Cette série de départ sera suivie de plusieurs autres mini-séries, mettant par exemple en scène des humanoïdes de la planète dont le symbiote s'est échappé, ces derniers tentant de le ramener. Toutes ces séries apparaissent dans le comic Spider-Man actuel.
En 2004, dans la mini-série Venom Vs Carnage de Peter Milligan et Clayton Crain, un Venom à l'hôte non identifié apparait à l'occasion de l'apparition d'un nouveau symbiote : Toxin.
En 2018 naquit en laboratoire le septième « enfant » de Venom, dénommé Sleeper, d'un caractère protecteur et héroïque. De couleur noire avec des motifs jaunes, il possède deux paires d'yeux rouges. Il sécrète à volonté les substances chimiques organiques de son choix : phéromones, acides, drogues, etc. Très à l'aise même sans être attaché à un hôte, il prend souvent la forme d'un chat noir rayé de jaune, d'apparence anodine (hormis ses couleurs étranges) mais peut aussi devenir humanoïde, etc.

## Biographie du personnage

### Symbiote pré-Venom
Le personnage est en fait apparu bien avant de devenir Venom, sous la forme du Symbiote #998. Il était d’une nature différente, souhaitant, au lieu de tuer son hôte pour s’en nourrir, créer un véritable lien fusionnel avec un hôte unique et former une seule entité avec lui, une symbiose au sens propre au lieu d’un parasitisme. Ce caractère l’amena à être emprisonné par les siens et il se retrouva transféré sur la planète artificielle appelée Battleworld.

### Hôtes principaux

#### Spider-Man

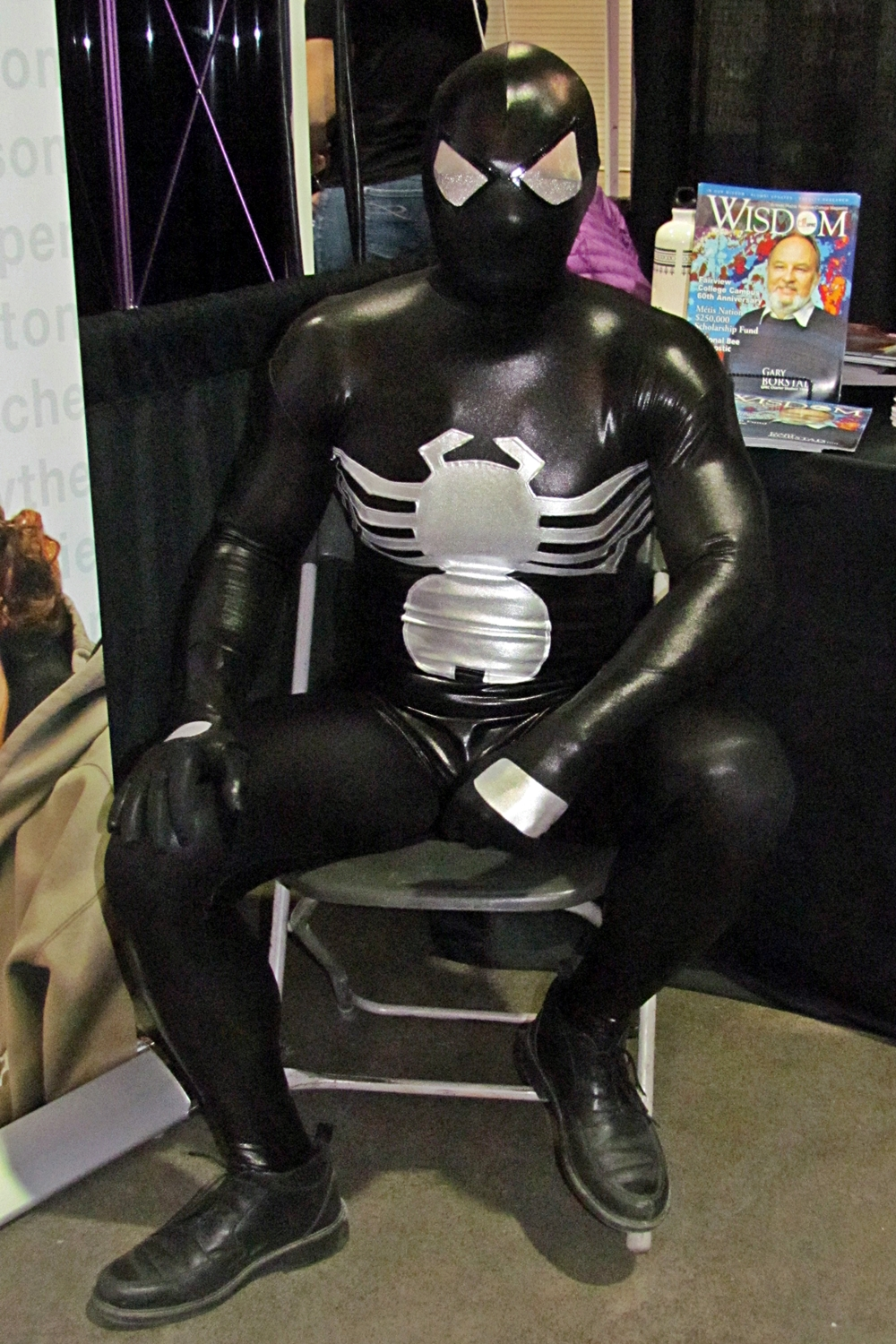
Cosplay du costume noir du Symbiote de Spider-Man

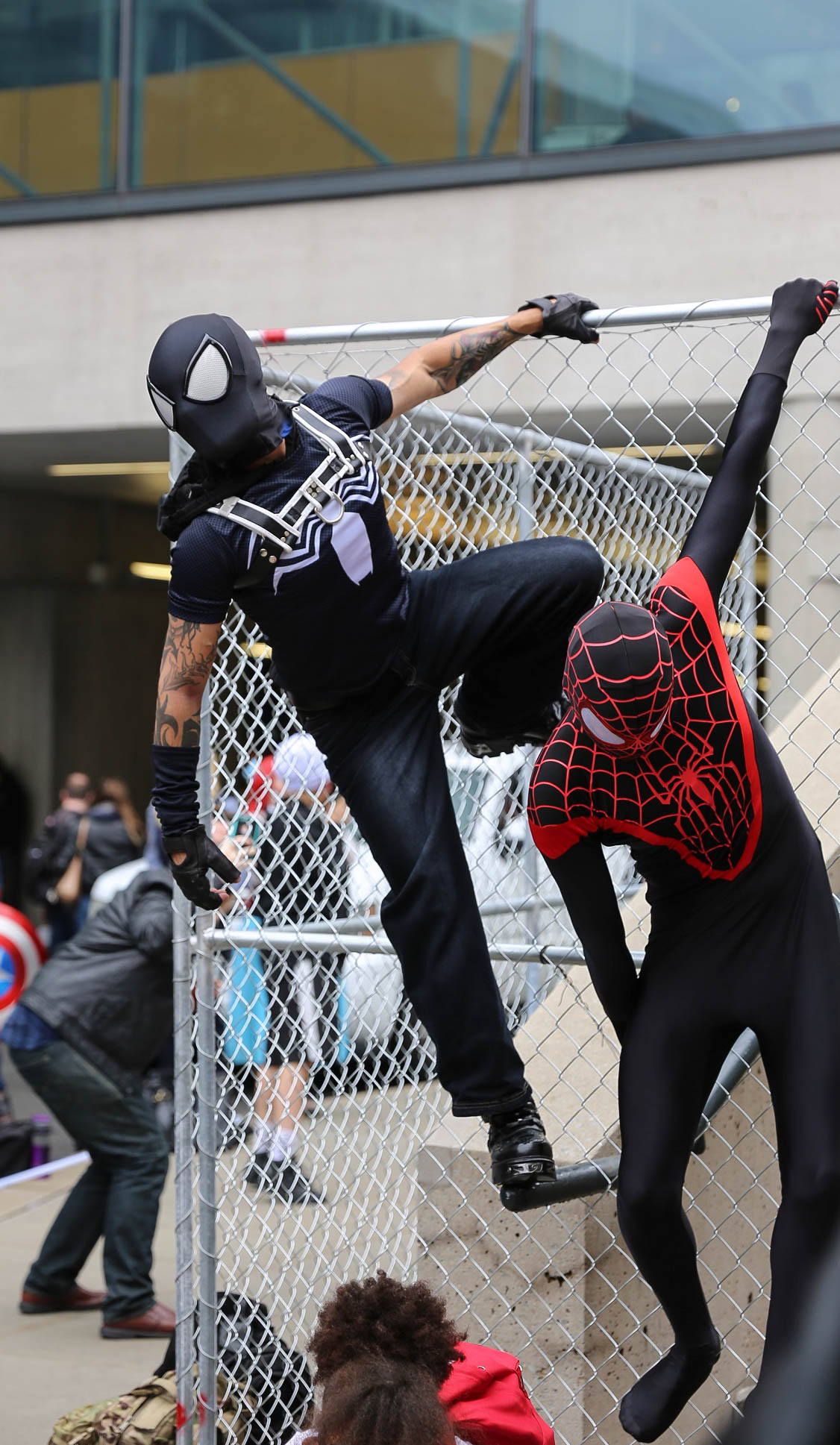
Cosplay de Spider-Man dans son costume noir du Symbiote (à gauche).

Durant l'histoire Les Guerres secrètes, le symbiote arrive sur Battleworld, le monde créé par le Beyonder où plusieurs équipes de super-héros dont les Vengeurs, les X-Men et le super-héros Spider-Man combattent Galactus et les alliés du Docteur Fatalis au même endroit.
À la suite d'une bataille, Thor et Spider-Man voient leurs équipements et costumes détruits. Hulk leur conseille d'aller régénérer ceux-ci dans une machine. Mais Spider-Man se trompe d'appareil et utilise celui qui retenait le symbiote prisonnier. Ce dernier prend l'apparence du costume de Spider-Man (mais de couleur noire) et enveloppe le héros.
Quand Spider-Man revient sur Terre avec ce costume noir, il l'utilise pendant un temps. Cependant, peu après, il commence à éprouver de fortes fatigues lorsqu'il dort longtemps et a également de plus en plus de mal à retirer son étrange costume.
Lors d'un combat contre le Puma, ce dernier affirme à Spider-Man que les toiles projetées par le costume sont organiques. Inquiet, Spider-Man rend visite à Red Richards des Quatre Fantastiques, qui découvre en analysant le costume noir que celui-ci est un symbiote. La fatigue éprouvée par Spider-Man est causée par la créature, qui le possède la nuit pour le faire combattre et gagner de l'adrénaline pour se nourrir. Utilisant un canon sonique, Richards parvient à enlever le symbiote de Spider-Man. Depuis, le symbiote garde une haine féroce envers Spider-Man, qu'il partage avec les autres hôtes du costume.

#### Eddie Brock
Pour les articles homonymes, voir Brock.

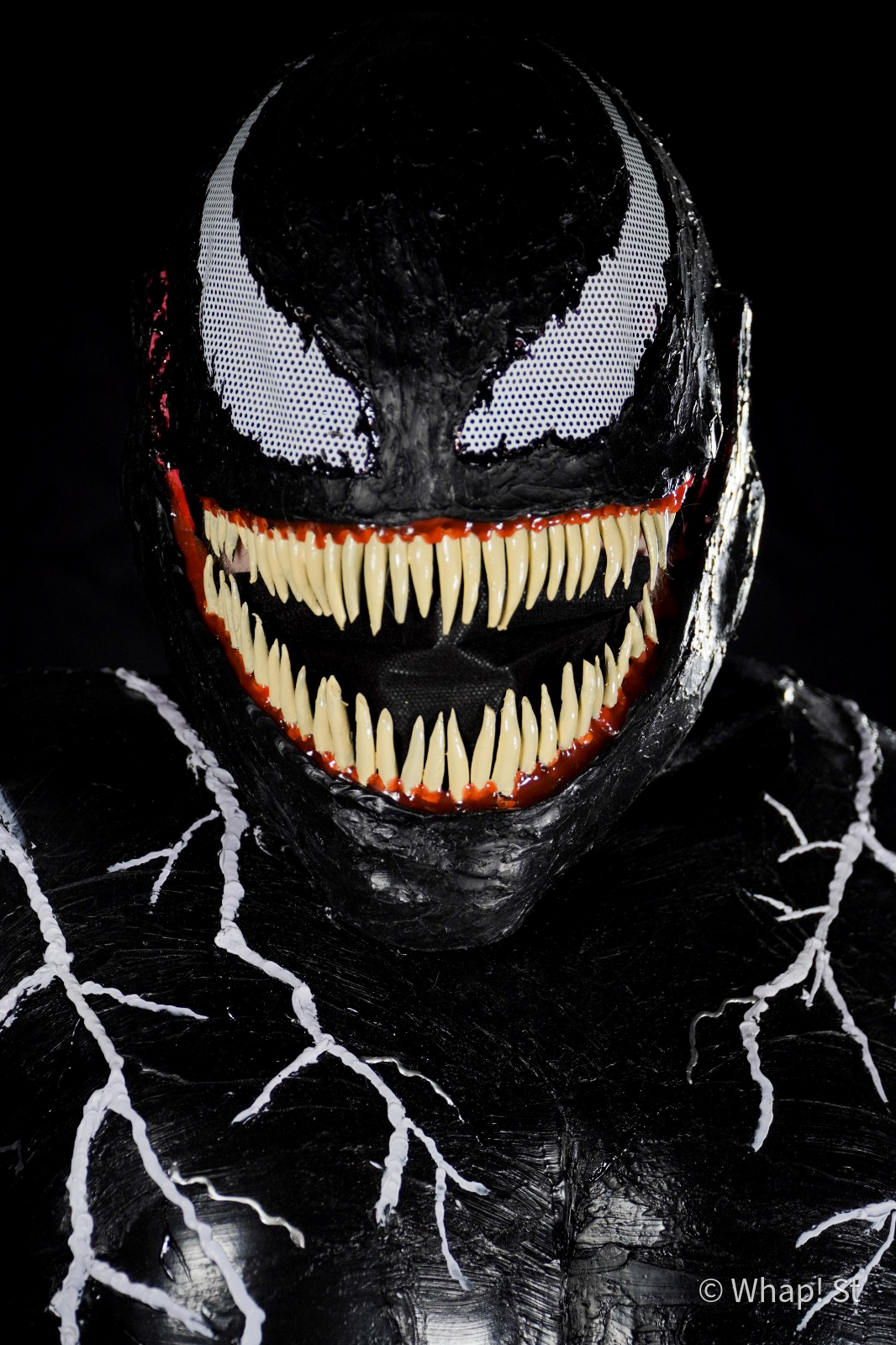
Cosplay de Venom, version Eddie Brock.

Le premier et le plus célèbre des hôtes du symbiote est Eddie Brock, un journaliste du Daily Globe (un concurrent du Daily Bugle) avant qu'on découvre que celui-ci a fabriqué une fausse histoire concernant l'identité du Sin-Eater, un tueur en série recherché. Le véritable meurtrier est le sergent Stan Carter et, quand Spider-Man et Daredevil le neutralisent, Brock est licencié pour son article mensonger.
Incapable de trouver un nouvel employeur respectable, Eddie est contraint de travailler pour des magazines à la réputation sulfureuse. Face à sa peur croissante du cancer, Eddie retourne vers son ancienne passion sportive, se lançant dans l’haltérophilie, afin de réduire son stress. Alors qu’il acquiert la stature d’un athlète olympique, sa colère et sa dépression persistent, conduisant finalement son épouse Anna à divorcer.
Du fait de ses vies professionnelle et personnelle ruinées, Brock envisage de se suicider, avant de se rendre dans l’église de Notre-Dame des Saints où il prie pour obtenir son pardon. Le hasard a fait que Spider-Man se trouvait exactement au même moment dans l'église, à l'étage au-dessus, en train de lutter contre le symbiote. Ce dernier finit par se séparer de Spider-Man mais se lie quelques instants plus tard à Eddy, se nourrissant de son cancer et prolongeant ainsi son existence, Eddie Brock acceptant volontairement le symbiote. C'est d'ailleurs grâce à cette union que Brock a pu immédiatement découvrir la véritable identité du Tisseur.
Dans The Amazing Spider-Man #298, le couple forme la créature connue sous le nom de Venom. Il fait son apparition à la fin du numéro 299, qui continue dans l'arc narratif Venom.
Le nom Venom s'applique originellement à la fusion du symbiote et de Brock, mais au cours des années, il fut aussi utilisé pour les incarnations suivantes du symbiote. Brock combat Spider-Man plusieurs fois et gagne dans la plupart des confrontations. Il suit un code d'honneur personnel qui lui impose de venir en aide à ceux qu'il considère comme innocents (contrairement à Carnage). Il a également reçu de la part de Spider-Man un certain respect, auquel n'ont droit aucun des Venom qui suivent Brock.
Ayant contracté un cancer, Brock se sépare du Symbiote et le vend. Depuis, il a été guéri de son cancer par Mister Negative et s'est lié avec deux autres symbiotes, devenant par la suite l'Anti-Venom puis Toxin. Quelques années plus tard, Brock retrouve le symbiote original dans Venom (vol. 3) #6 et redevient Venom, mais décide de rester dans le droit chemin.

#### Angelo Fortunato
Dans la série Marvel Knights Spider-Man de Mark Millar, Terry Dodson et Rachel Dodson, on apprend qu'Eddie souffre d'un cancer et met en vente aux enchères son symbiote. Il sera acheté par Don Fortunato, le chef de la Maggia, pour que son larbin de fils, Angelo, puisse prouver sa supériorité aux autres.
Angelo est alors un Venom bien plus pitoyable que les autres et ne pense qu'à éliminer Spider-Man dont il connaît l'identité secrète. Il tua trois innocents dans cette bataille, dont un homme déguisé en Tisseur qui se fit arracher le cœur. Mais lors d'une bataille contre un Spidey plus déchaîné que jamais, Angelo supplia Peter d'arrêter, le symbiote comprit que c'était un lâche et qu'il n'avait pas assez de rage en lui. Alors qu'il s'apprêtait à sauter, le symbiote se sépara laissant Angelo faire une chute d'une centaine d'étages, à laquelle il ne survit pas.

#### Mac Gargan
Après avoir abandonné Angelo Fortunato, le symbiote extraterrestre propose à Mac Gargan, alias le Scorpion, de s'associer avec lui. Ce dernier accepte et fusionne avec le symbiote, le préférant au tout nouveau costume du Scorpion que lui avait créé Norman Osborn, le même qui lui avait révélé l'identité secrète de Spider-Man.
Mac Gargan est un Venom bien plus cruel et violent qu'Eddie ou Angelo, le symbiote le rendant encore plus psychopathe qu'il ne l'était déjà depuis le traitement ayant fait de lui le Scorpion. Mais il se fait reprendre le symbiote par Eddie, devenu l'Anti-Venom.
Il travaille ensuite avec le gouvernement des États-Unis, d'abord dans l'équipe des Thunderbolts, à la capture des surhumains non enregistrés pendant la guerre civile. Il rejoint ensuite, sous l'égide de Norman Osborn, l'équipe des Dark Avengers en se faisant passer pour Spider-Man aux yeux du grand public.
À la chute d'Osborn, McGargan est arrêté et incarcéré au Raft, où on lui ôte le symbiote.

#### Flash Thompson

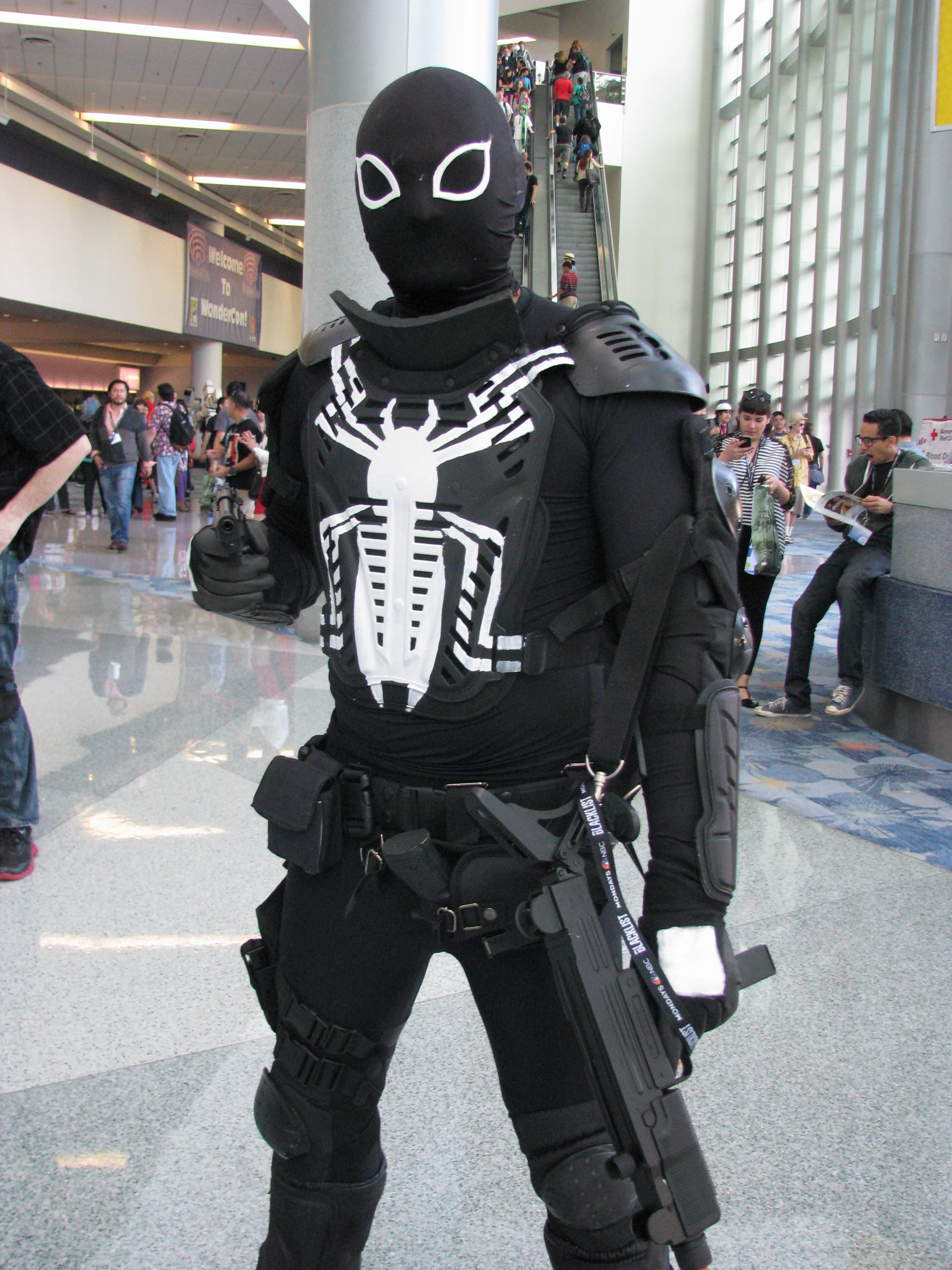
Cosplay de Flash Thompson dans son costume du Symbiote Agent Venom.

Le gouvernement récupère le symbiote et le propose à Flash Thompson, ancien soldat ayant perdu ses deux jambes. L'extra-terrestre lui constitue des jambes et lui permet de devenir un agent spécial de guerre. C'est le premier Venom agissant exclusivement pour le bien ; son apparence n'est donc plus monstrueuse, mais ressemble plutôt à une tenue noire de soldat. Il fait actuellement partie des Gardiens de la Galaxie après avoir été au sein des Vengeurs Secrets.
Très récemment, Flash et son équipe sont retournés malgré eux sur la planète des symbiotes après une trahison de Venom. Flash reçut alors un tout nouveau symbiote plus imposant avec de nouvelles capacités.

#### Dylan Brock
Fils d'Eddie Brock que ce dernier a découvert tardivement, Dylan Brock est devenu le nouveau porteur du symbiote après qu'Eddie Brock a été élevé à un rang divin à la suite de sa victoire sur Knull le Roi en Noir.

### Autres hôtes

#### Deadpool
Deadpool est la première personne[réf. nécessaire] ayant fusionné avec le symbiote. Le couple est appelé Venompool.

#### Wolverine
Le mutant Wolverine a également porté brièvement le symbiote notamment dans le jeu vidéo Spider-man : Le règne des ombres, recevant le surnom de Wolvenom, mais il parvint à s’en séparer et finit même par combattre Venom (alors Eddie Brock).

#### Harry Osborn
Dans l'univers des années 2000, le symbiote n'est pas extraterrestre mais un projet raté d'Oscorp. Enfermé dans un casier (numéro 14), c'est donc Harry Osborn qui devient Venom.
Dans la série d'animation Ultimate Spider-Man, c'est un projet raté d'arme basée sur le sang de Spider-Man, conçu par le Docteur Octopus qui travaille secrètement pour Oscorp, et que Harry Osborn récupère. Au début, il pense avoir le contrôle et veut remplacer Spider-Man. Mais le symbiote devient de plus en plus fort et prend le contrôle sur lui. C'est à cause de Venom (et surtout d'Octopus) que dans cet univers Norman Osborn devient le Bouffon Vert, un être basé sur les propriétés de Venom.
Dans cette série, le symbiote devient une arme du Bouffon vert pour se créer une armée de zombies « Venom » à partir des membres du SHIELD. Phil Coulson et Nick Fury sont infestés et deviennent temporairement des Venom.
Dans le jeu Marvel's Spider-Man 2, Harry Osborn étant très malade a besoin du symbiote pour vivre. Malheureusement, en pleine dispute avec Peter Parker, il décide de fusionner pleinement avec le symbiote pour devenir Venom. À la suite de cet évènement, Venom infecte toute la ville et transforme les habitants en symbiote. Après avoir été battu par Peter Parker et Miles Morales, Harry meurt mais Miles le sauve à moitié, le laissant dans un état entre la vie et la mort. Norman, qui arrive à temps pour voir une ambulance embarquer son fils jure de se venger des Spider-Men, les croyant responsables, avant d'embarquer à son tour dans l'ambulance.

#### Anne Weying
Le symbiote de Venom fut brièvement porté par l’ex-épouse de Brock, Anne Weying, qui revendiqua alors le nom de Miss Venom ("She-Venom" dans le film où elle est interprétée par Michelle Williams) ; le symbiote revint vers Brock par la suite et Weying se suicida.

#### Patricia Robertson
Le symbiote se retrouva par la suite face à un clone du symbiote, qui fusionna également et tout aussi brièvement avec lui.
Un autre clone fut porté par une spécialiste des communications, Patricia Robertson, devenant la seconde Miss Venom, avant d’être absorbé par le symbiote de Venom original ; cette absorption semble avoir entraîné la mort du clone mais le symbiote de Venom sembla se retrouver enceint, laissant planer le doute sur le sort de ce clone ; pareillement le sort de Robertson est inconnu.

## Apparence
Le symbiote de Venom forme autour de son hôte un « costume » vivant qui confère ses pouvoirs à l’hôte. Ce costume est similaire à celui de Spider-Man, si ce n'est qu'il est noir, n'a pas de motif en toile d'araignée et possède un symbole d'araignée blanche au lieu de noir et bleu.
Dans le cas des Venom, des traits supplémentaires apparaissent : les muscles du porteur augmentent de volume, ses mains deviennent plus grandes et griffues et une bouche pleine de crocs acérés apparaît, avec une longue langue pointue dans la plupart des cas (Angelo et Spider-Man excepté). Cela donne une véritable version maléfique et bestiale de Spider-Man, reflétant la sauvagerie du symbiote.
Quand Flash Thompson le porte, le symbiote a une apparence de soldat.

## Pouvoirs et capacités
Venom possède les mêmes pouvoirs que Spider-Man (probablement parce que ce dernier a déjà porté le symbiote), c'est-à-dire des réflexes et une agilité comparable à une araignée, proportionnellement à sa taille, ainsi que la faculté à adhérer aux surfaces et celle de créer et projeter de la toile d'araignée.
Il génère sa toile du dos de ses mains ou du dessous de ses paumes ; sa toile est organique et créée par le symbiote, lui permettant d'en produire de façon presque illimitée, bien qu'il risque de s'affaiblir s'il en utilise trop en une seule fois. Sa toile est plus résistante que celle de Spider-Man et se dissout d'elle-même au bout d'un certain temps. En plus de la toile, il peut aussi former des tentacules depuis son symbiote pour agripper des objets, ses tentacules étant capables de s'étendre sur de longues distances.
- Les mains de Venom sont pourvues de griffes pouvant servir comme armes de corps à corps, et sa mâchoire est garnie de crocs acérés qu'il peut utiliser pour mordre d'autres créatures. Eddie Brock et Mac Gargan ont tous deux fait usage de cette capacité à certains passages pour dévorer des êtres humains (la tête dans le film).
- Il possède une force surhumaine (il peut soulever jusqu'à 70 tonnes), supérieure à celle de Spider-Man dans le cas de Brock et Gargan, tous deux étant plus musclés et plus forts naturellement que Peter Parker en tant qu'humain normal. Angelo Fortunato possédait lui aussi une force surhumaine, mais inférieure à celle des autres Venom.
- Son corps est extrêmement résistant, capable d'endurer des coups ou des chutes qui tueraient un homme ordinaire, le symbiote soignant rapidement la plupart des blessures qu'il subit. On le voit d'ailleurs réparer les nombreuses blessures d'Eddie Brock lors de son accident de moto dans le film (Les jambes notamment).
- Il possède des capacités illimitées de métamorphe, ce qui lui permet de se camoufler à la manière d'un caméléon ou de revêtir l'aspect d'un autre individu.
- Il échappe au « sens d'araignée » du Tisseur, qui ne peut donc pas le voir venir quand celui-ci l'attaque, à la différence de ses autres ennemis. Les méthodes de combat de Spider-Man étant en grande partie fondées sur son sens d'araignée, ce dernier s'en trouve en général très désavantagé. Étant donné que Spider-Man a porté pendant un long moment le symbiote, on suppose que c'est à cause de cela que son instinct d'araignée ne le reconnaît pas comme un danger.

Il possède cependant deux faiblesses : il est vulnérable aux attaques soniques, qui peuvent obliger le symbiote à se séparer de son hôte, ainsi qu'au feu. Cependant, Venom réussira à supprimer ces faiblesses grâce au symbiote (celui-ci absorbant une grande quantité de mercure) et grâce à son entraînement dans l'espace.

## Versions alternatives
Venom apparaît dans de nombreuses Terres alternatives, en tant qu'Eddie Brock notamment, voire des variantes de ce personnage, comme Edward Saks dans Spider-Man : Reign. Mais le symbiote est aussi porté par des êtres tels que le Punisher, Hulk, Thor et Lady Deathstrike.
Dans un épisode sur une Terre alternative où Spider-Man apparaît en Inde, il doit faire face à l’aspect obscur de sa personnalité, se manifestant sous les traits du Venom de l'univers Marvel. Dans ce monde, le symbiote revêt une nature essentiellement mystique et absolument pas extra-terrestre.

### Films

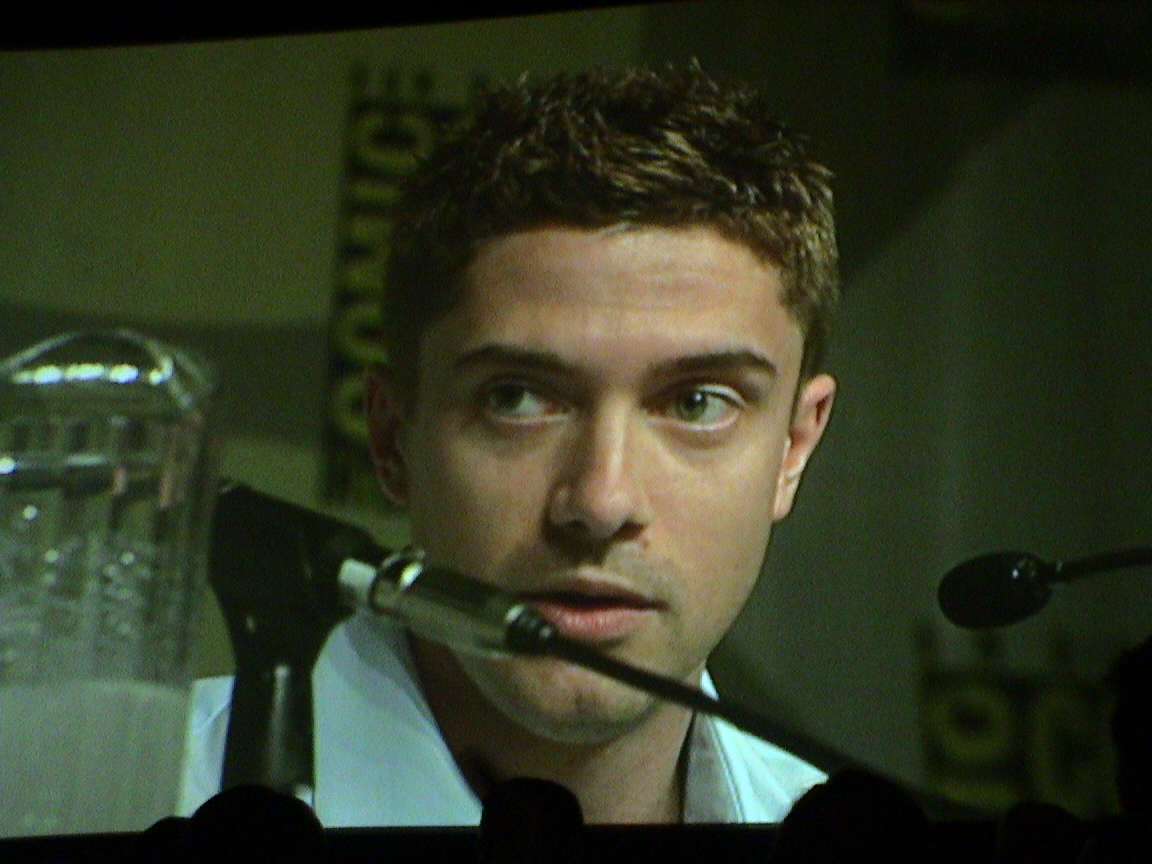
L'acteur Topher Grace incarne le personnage d'Eddie Brock dans le film Spider-Man 3 (2007).